# Foyn Island
Foyn Island (norwegisch Foynøya) ist eine Insel im Rossmeer vor der Borchgrevink-Küste des ostantarktischen Viktorialands. Sie ist nach Possession Island die zweitgrößte Insel in der Gruppe der Possession Islands südöstlich der Adare-Halbinsel.
Teilnehmer der norwegischen Antarktisexpedition mit dem Schiff Antarctic (1894–1895) benannten die Insel nach dem norwegischen Unternehmer Svend Foyn (1809–1894), dem Hauptgeldgeber für diese Forschungsfahrt. Das Advisory Committee on Antarctic Names übertrug 1962 die Benennung ins Englische.